# (16807) Terasako
(16807) Terasako ist ein Asteroid des Hauptgürtels, der am 12. Oktober 1997 vom japanischen Astronomen Akimasa Nakamura am Kuma-Kōgen-Observatorium (IAU-Code 360) in der Kleinstadt Kumakōgen in der japanischen Präfektur Ehime entdeckt wurde.
Der Asteroid wurde am 4. August 2001 nach dem japanischen Amateurastronomen Masanori Terasako (* 1951) benannt, der seit 1971 mit optischen Mitteln nach Kometen sucht und nach 1374 Suchstunden im Jahr 1987 den Kometen C/1987 B2 (Terasako) entdeckte.